# آپلاویروک
آپلاویروک (انگلیسی: Aplaviroc) یک مهارکننده ورودی CCR5 است که متعلق به کلاسی از ۲و۵-دیکتوپی پرازین‌ها است که برای درمان عفونت HIV ساخته شده‌اند.

در اکتبر ۲۰۰۵ میلادی، تمام مطالعات آپلاویروک به دلیل نگرانی‌های مربوط به سمیت کبدی متوقف شد.